# Прібоєнь (комуна)
Прібоєнь, Прібоєні (рум. Priboieni) — комуна у повіті Арджеш в Румунії. До складу комуни входять такі села (дані про населення за 2002 рік):
- Алботеле (440 осіб)
- Валя-Маре (284 особи)
- Валя-Неній (170 осіб)
- Валя-Попій (513 осіб)
- Парасківешть (798 осіб)
- Прібоєнь (573 особи)
- Пітой (522 особи)
- Семейла (321 особа)

Комуна розташована на відстані 93 км на північний захід від Бухареста, 17 км на схід від Пітешть, 117 км на північний схід від Крайови, 95 км на південний захід від Брашова.

## Населення
За даними перепису населення 2002 року у комуні проживала 3621 особа.
Національний склад населення комуни:
| Національність | Кількість осіб | Відсоток |
| -------------- | -------------- | -------- |
| румуни         | 3596           | 99,3%    |
| цигани         | 21             | 0,6%     |
| угорці         | 3              | 0,1%     |
| серби          | 1              | < 0,1%   |

Рідною мовою назвали:
| Мова      | Кількість осіб | Відсоток |
| --------- | -------------- | -------- |
| румунська | 3601           | 99,4%    |
| циганська | 17             | 0,5%     |
| угорська  | 3              | 0,1%     |

Склад населення комуни за віросповіданням:
| Релігія       | Кількість осіб | Відсоток |
| ------------- | -------------- | -------- |
| православні   | 3608           | 99,6%    |
| римо-католики | 9              | 0,2%     |
| п'ятдесятники | 4              | 0,1%     |